# 16255 Хемптон
16255 Хемптон (16255 Hampton) — астероїд головного поясу, відкритий 26 квітня 2000 року.
Тіссеранів параметр щодо Юпітера — 3,259.